# Almada
Almada este un oraș și un municipu în Districtul Setúbal, Portugalia. Are o populație de 164.844 locuitori (municipu) & 101.500 oras (cidade de Almada).

## Personalități născute aici
- Rafael Leão (n. 1999), fotbalist.